# Tetraphyllum
Tetraphyllum é um género botânico pertencente à família Gesneriaceae.

## Espécies
- Tetraphyllum bengalense
- Tetraphyllum confertiflorum
- Tetraphyllum roseum